# 北插天山舌唇兰
北插天山舌唇兰（学名：Platanthera peichiatieniana）为兰科舌唇兰属下的一个种。

## 扩展阅读
- 維基物種上的相關：北插天山舌唇兰